# ニューヨーク州知事
ニューヨーク州知事（ニューヨークしゅうちじ）は、アメリカ合衆国ニューヨーク州の元首、政府の長であり、ニューヨーク州政府行政機関の長、州軍の最高指揮官を務める。
現在の知事は2021年8月24日に就任した民主党のキャシー・ホウクルである。ニューヨーク州知事は国内で最も高給の知事である。

## 義務と権限

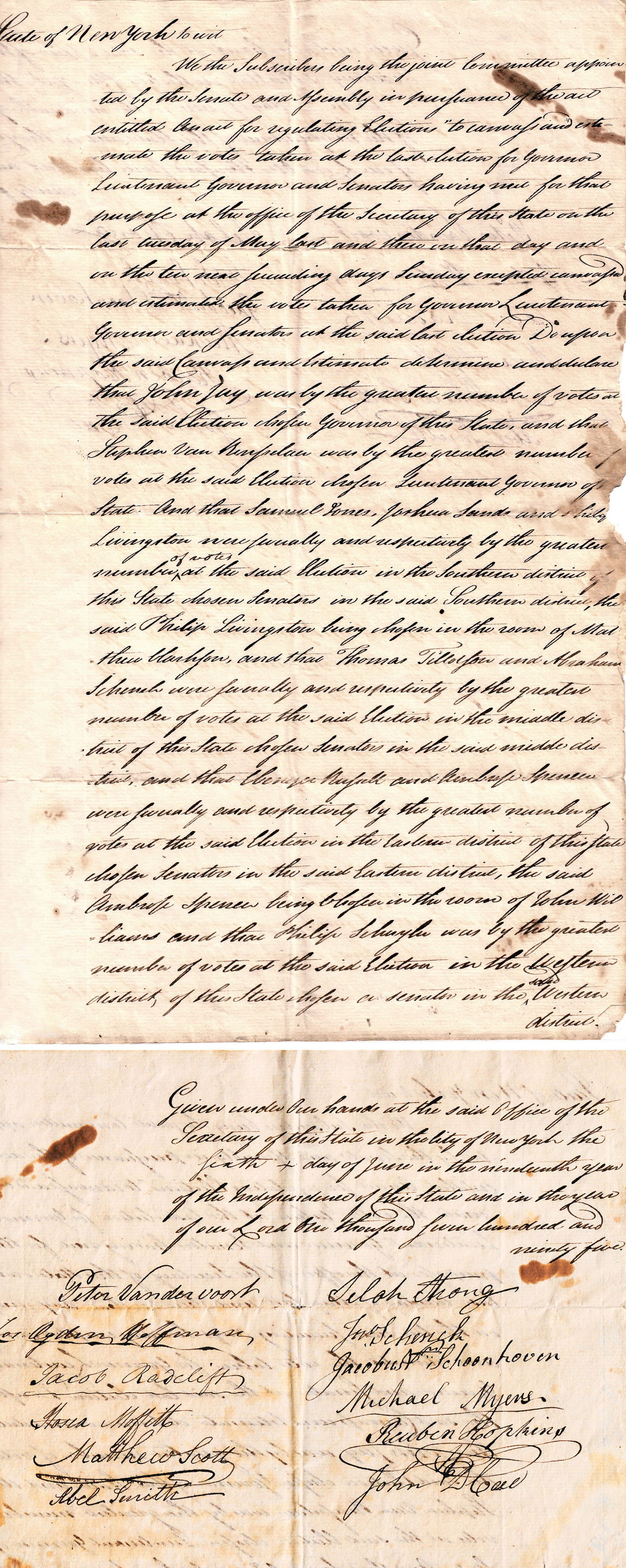
ニューヨーク州知事としてのジョン・ジェイの選挙証明書（1795年6月6日）。

州知事には州法を執行する義務があり、ニューヨーク州議会で可決された法案を承認または拒否し、議会を招集し、反逆罪と弾劾以外を恩赦する権限を持っている。政府の行政機関を構成する他の政府部門とは異なり、知事は州の行政部の長を務める。在職中の知事には「His/Her Excellency」（閣下）の敬称が使われる。

## 資格
ニューヨーク州知事選出馬には満30歳以上のアメリカ市民であり、選挙直前に5年以上のニューヨーク州居住歴があることが州憲法で定められている。

## 歴史
ニューヨーク州知事の役職はイギリスがニューアムステルダムを占領し、オランダの総督と取って代わったことに遡る。
アメリカ独立戦争勃発後の1777年、ニューヨーク州憲法が採択されて初代州知事が就任した。1874年の憲法改正により任期は3年に延長されたが、1894年の再改正で2年に縮められた。1938年の改正により任期は現在と同じ4年となった。

## 継承順位
1777年以来、ニューヨーク州憲法では州知事と同時に州上院議長を兼任する副知事の選出を規定している（任期は知事と同じ）。知事が任期中の死亡、辞職、弾劾などで職務遂行不能となった場合は副知事がその義務と権限を継承することが1938年の憲法改正以降明示されている。
副知事が空席となった場合、次回選挙か知事の復帰までは上院臨時議長が副知事の職務を遂行する。また知事と副知事が同時に空席となった場合は上院臨時議長が知事を代行し、副知事は空席のままとなる。憲法には記載されていないが、2009年の判例により空席時は知事が副知事を任命することが認められた。上院臨時議長以降の継承順位は次の通りである。
1. 副知事（英語版）
2. 上院臨時議長（英語版）
3. 下院議長（英語版）
4. 検事総長（英語版）
5. 会計監査官（英語版）
6. 運輸長官
7. 保健長官
8. 商務長官
9. 産業長官
10. 公共サービス委員会長
11. 州務長官（英語版）[4]

## 知事職後の経歴
ニューヨーク州知事経験者には連邦政府の長への転身者が多くいる。歴代で10人が主要政党の大統領候補に選出され、そのうち4人（マーティン・ヴァン・ビューレン、グロバー・クリーブランド、セオドア・ルーズベルト、フランクリン・ルーズベルト）がアメリカ合衆国大統領、6人が副大統領に当選している。